# 沙遊
沙遊療法（英語：sandplay therapy），又稱箱庭療法或沙盤療法等，是一種在心理治療、諮商和治療教育中實現非語言治療方法的方法，由瑪格麗特·弗朗西絲·簡·洛文菲爾德（Margaret Frances Jane Lowenfeld）在1920年代開發。後來，該療法由朵拉·M·卡爾夫（Dora M. Kalff）引入德語系國家和地區；同時，卡爾夫以卡爾·榮格（Carl Gustav Jung）的分析心理學，分析參與者以砂建構出的圖像，以擴展對於該療法療效的解讀。起初，這種療法被稱作「世界療法」（英語：World Technique），因為在洛文菲爾德的兒童心理機構中接受該療法的多位兒童稱他們的砂畫為「世界」。

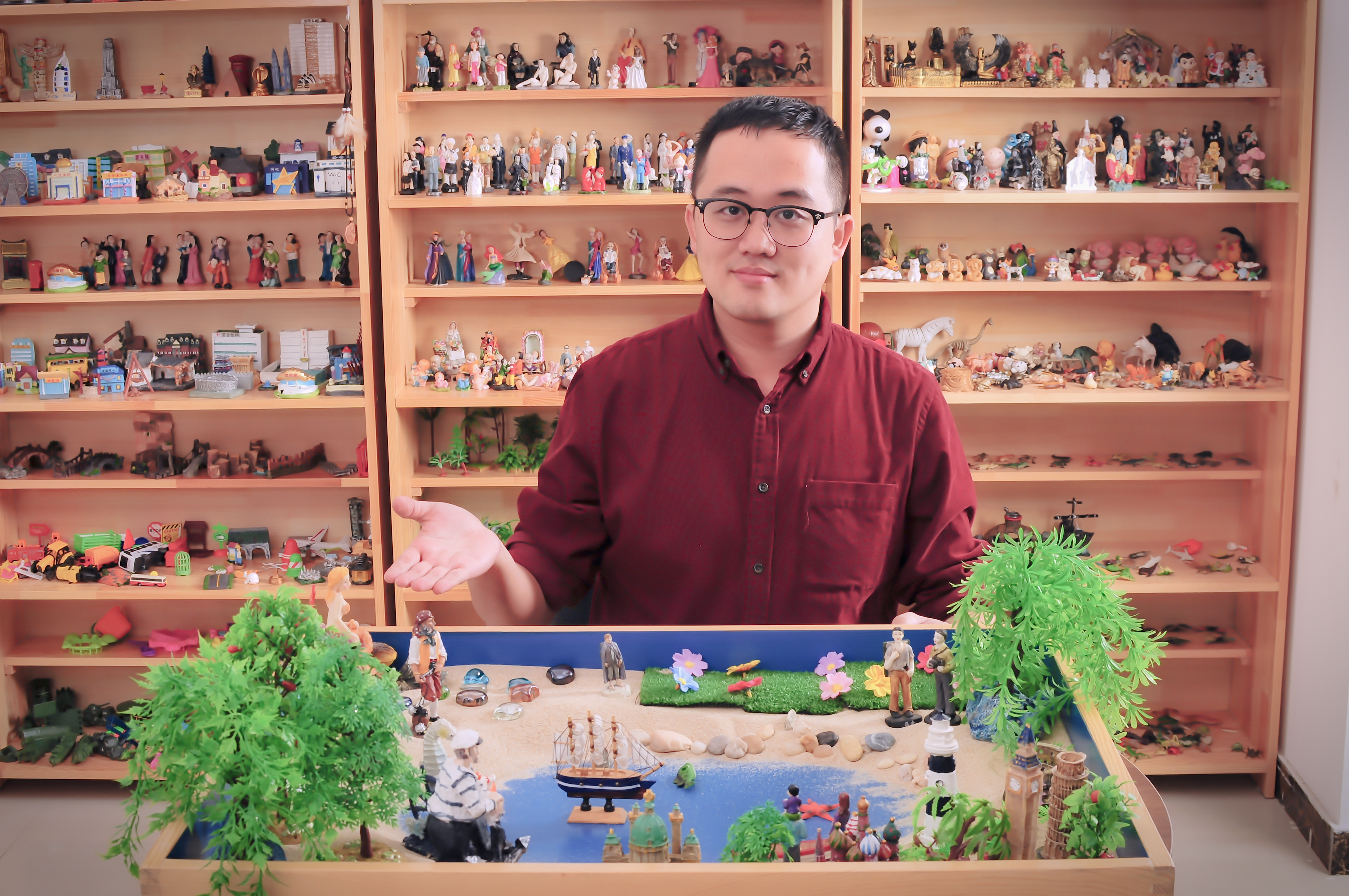
該疗法之道具示範

## 基礎
可以藉鑑各種哲學和心理學潮流來理解由兒童和成人建造的沙畫。
瑪格麗特·洛文菲爾德開發了一個發展心理解釋模型。她的思想和學術研究受到讓·皮亞傑的發展心理學、羅賓·科林伍德的哲學立場、唐納德·溫尼科特的情感發展理論和瑪格麗特·米德的民族學實地研究的啟發。
Dora M. Kalff 透過將卡爾·榮格（Carl Gustav Jung）的分析心理學應用於分析沙畫及其包含的符號，以及治療性玩沙過程伴隨發生的現象等，擴展了理論基礎。再者，Kalff 對於藏傳佛教的研究，也融入了對於伴隨發生現象的分析之中。
了解人類透過空間和時間中的符號表達自己的能力，對於“閱讀”治療環境中的沙畫至關重要。 恩斯特·卡西勒（Ernst Cassirer）的著作為此提供了哲學和認識論基礎。

## 療法描述
該種療法被應用於所有年齡人類的社會心理診斷和非語言心理治療。在該療法中，遊戲和象徵形式的設計是必要的，從而可以整合其他心理治療技術和方法或藥物治療。
治療的前提是治療情境和治療關係所提供的“自由和受保護的空間”。
有兩個沙箱可用，其尺寸基於人類的視野（如寬：72 cm × 長：57 cm × 高：7 或 9 cm）。一個沙坑提供干沙，另一個沙坑提供濕沙。盒子的內部通常保持中等藍色，以代表河流、海洋和湖泊。除了沙子之外，還有一系列微型人物、動物、植物、建築物、車輛、天然材料等等，讓建造者能夠創造出一幅沙畫。
如果沒有主題說明，抽象或具體的表徵可以在治療中從給定的材料中自發地出現。它們是感覺、經驗或無意識衝突的象徵性實現和表示，可以包含可能的解決方案。
沙盤遊戲通向思緒的更深層，意識或語言難以進入，或以其他方式無法找到合適的表達。
如果治療師陪伴沙盤遊戲者的方式觸及思緒的無意識區域，從而為改變提供機會，沙盤治療就會顯示出有益且通常具有治愈作用的效果。沙盤遊戲能夠設定一個整體的運動變化過程，可以增強自己的資源，實現創造性的重新設計，並有助於整體人格的癒合和發展。
沙遊治療除了一般晤談的言語治療，包含夢的分析之外，另採用兩個沙箱(一乾一濕)以及為數眾多的小物件能夠讓病人以及案主能夠建立出內心世界，另用物件與沙箱以三度空間建構出來。在治療師所提供的自由與保護的空間之下，案主可以把內在的世界呈現在沙箱之中。屬於富於創造性與非理性與非言語的治療方式。

## 應用對象
該療法被用作一種創造性的治療方法，用於伴隨有自尊問題、發育障礙、創傷相關障礙、學習障礙和注意力集中障礙、心身失調等情況者。

## 相關學會
- 國際箱庭療法學會 (International Society for Sandplay Therapy, ISST)
- 臺灣沙遊治療學會 （页面存档备份，存于）
- 日本箱庭療法學會
- 美國沙遊治療學會